# Koreaanse yang

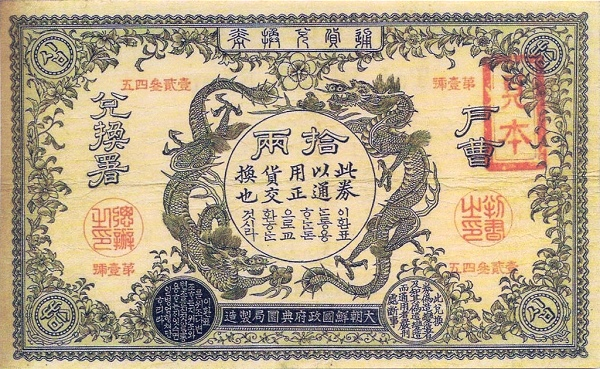
Een bankbiljet van 10 yang

De yang (양/兩) was de munteenheid van Korea tussen 1892 en 1902. Het was onderverdeeld in 10 jeon (전/錢), 100 bun (분/分) en 5 yang = 1 hwan (환/圜). Het woord yang is een cognaat van het Chinese tael (wat wordt uitgesproken als "liǎng" in het Mandarijn). Fun (uitgesproken als "pun" maar wordt geschreven met een "f" op de munten), is een cognaat van het Chinese woord fen wat gelijk is aan 1/100ste van een yuan terwijl het woord hwan een cognaat is van yuan. Hiermee was de yang de eerste Koreaanse valuta waarbij gebruik werd gemaakt van het decimale stelsel.

## Geschiedenis
Kort voordat de yang was geïntroduceerd waren er een klein aantal machinaal geproduceerde munten gedenomineerd in hwan (환/圜) and mun (문/文) geslagen waarvan er een wisselkoers bestond van 1000 mun voor 1 won, het is momenteel onbekend of deze munten ook daadwerkelijk circuleerden. De 1 won- en 5 yangmunten waren van gelijke grootte en bevatten dezelfde hoeveelheid aan zilver. Voor 1892 was de hoofdzakelijke munteenheid van Korea de mun, die gebaseerd was op de Chinese kèpèng.
De productie van een machinaal geslagen munteenheid in Korea kwam tijdens de laatste jaren van het Keizerrijk Korea toen het land in contact kwam met de Westerse wereld en muntpersen uit het Duitse Keizerrijk ging importeren in 1883. Rond 1901 werd de gouden standaard ingevoerd en zowel gouden als zilveren munten kwamen in omloop. Ook werd gebruikgemaakt van Japanse bankbiljetten.
In 1902 werd de yang vervangen door de won, waarbij een wisselkoers werd aangehouden waarbij één won gelijk was aan vijf yang.

## Munten
Munten werden geslagen met de denominaties 1 fun, 5 fun, ¼ yang, 1 yang, 5 yang and 1 hwan. Alle munten droegen de naam van de staat, "Groot Joseon" (대조선; 大朝鮮) en later simpelweg "Joseon" (조선; 朝鮮) wat onder het Keizerrijk Korea werd vervangen met "Daehan" (대한; 大韓). Tot 1897 werd de jaartelling van de dynastie aangehouden waarbij het jaar dat de Joseondynastie werd opgericht in 1392 het eerste jaar was maar vanaf 1897 met de oprichting van het Keizerrijk Korea werd het regeringsjaar van de regerende monarch gebruikt.
| Denominatie       | Compositie                                         |
| ----------------- | -------------------------------------------------- |
| 1 pun             | Messing                                            |
| 5 pun             | Koper                                              |
| ¼ yang            | Initieel kopernikkel en later koper rondom zilver. |
| 1 yang            | 800‰ zilver                                        |
| 5 yang            | 900‰ zilver                                        |
| 1 hwan (= 5 yang) | 900‰ zilver                                        |

## Bankbiljetten
Bankbiljetten met de denominaties 5 yang, 10 yang, 20 yang en 50 yang zijn wel gedrukt door de ministerie van Financiën maar nooit uitgegeven.